# Иннокентий (Лавров)
Иннокентий Лавров (1736—1804) — архимандрит православного Спасо-Прилуцкого монастыря Вологодской епархии Русской православной церкви.
Иннокентий Лавров родился в 1736 году. Не получив правильного образования, был, тем не менее, весьма начитанным и образованным для своего времени человеком. 
Был пострижен в монашество 23 февраля 1763 года, из вдовых дьяконов в Спасо-Прилуцком монастыре. В 1766 году был поставлен игуменом Дионисиева Глушицкого Покровского монастыря, в 1770 году — Корнилиева, будучи в то же время архиерейским экономом и присутствующим в Духовной консистории.
6 декабря 1774 года Иннокентий Лавров был произведён в архимандрита в Спасо-Прилуцкий монастырь города Вологды и прослужил там до конца жизни. 
Иннокентий Лавров умер 23 августа 1804 года.
Он оставил после себя интересное завещание и большую библиотеку. 
Его отец — архимандрит Мелхиседек — был настоятелем в том же монастыре.